# ۱۳۰۹ (خورشیدی)
۱۳۰۹ هزار و سیصد و نهمین سال هجری خورشیدی سالی عادی است.

## رویدادها
- افتتاح کارخانجات نساجی مازندران
- شروع عملیات ساخت بندر نوشهر.
- وقوع زلزله شدیدی در دیلمقان (سلماس امروزه)
- ۱۲ دی - نمایش «آبی و رابی»؛ نخستین فیلم بلند داستانی صامت ایرانی، در سینما مایاک.
- خرید امتیاز حق انحصاری نشر اسکناس از بانک شاهنشاهی ایران و واگذاری آن به بانک ملی ایران توسط دولت ایران.

شورش علیمردان خان بختیاری مقابل رضاشاه و نبرد سفیددشت

## زادروزها
- ۱۲ فروردین - محمدمهدی یعقوبی، کشتی‌گیر
- ۲۶ فروردین - محمدعلی کشاورز، بازیگر (درگذشت ۱۳۹۹)
- ۹ اردیبهشت - جمیله شیخی، بازیگر (درگذشت ۱۳۸۰)
- ۲ خرداد - فریدون رهنما، شاعر، روزنامه‌نگار و سینماگر
- ۵ خرداد - کریم امامی، مترجم، ویراستار و روزنامه‌نگار (درگذشت ۱۳۸۴)
- ۲۶ خرداد - هانیبال الخاص، نقاش، منتقد، مترجم و نویسنده (درگذشت ۱۳۸۹)
- ۹ تیر - همایون خرم، نوازندهٔ ویلن، موسیقی‌دان، آهنگ‌ساز و پژوهشگر موسیقی (درگذشت ۱۳۹۱)
- ۱۸ تیر - فضل‌الله محلاتی، روحانی نظام مقدس جمهوری اسلامی ایران (درگذشت ۱۳۶۴)
- ۱۳ مرداد - سید علی حسینی سیستانی، معروف به «آیت الله سیستانی»، مرجع تقلید شیعیان عراق
- ۵ شهریور - غلامرضا تختی، کشتی‌گیر (درگذشت ۱۳۴۶)
- ۷ مهر - منوچهر آزمون، سیاستمدار
- ۱۹ مهر - منوچهر آشتیانی،  جامعه شناس
- ۱۴ آبان - فریدون ناصری، آهنگساز و رهبر ارکستر سمفونیک ایران
- ۲۰ آبان - لعبت والا، شاعر ، نویسنده و ترانه سرا
- ۲۱ آذر - سید مصطفی خمینی، فرزند بزرگ سید روح‌الله خمینی و از فعالین سیاسی (درگذشت ۱۳۵۶)
- ۱ دی - عبدالرحمان قاسملو، فعال سیاسی (درگذشت ۱۳۶۸)
- ۸ دی - عطاءالله کاملی، از پیشکسوتان عرصه صدا و دوبله در ایران (درگذشت ۱۳۸۷)
- ۱۰ دی - لیلیت تریان، مجسمه‌ساز (درگذشت ۱۳۹۷)
- ۴ بهمن - فتحعلی واشقانی، خوشنویس (درگذشت ۱۳۹۱)
- ۱۵ بهمن - محمدعلی فردین، بازیگر و کارگردان سینما و کشتی گیر (درگذشت ۱۳۷۹)
- ۵ اسفند - ریزعلی خواجوی، مشهور به دهقان فداکار (درگذشت ۱۳۹۶)
- ۱۱ اسفند - عماد رام، آهنگساز و خوانندهٔ ایرانی (درگذشت ۱۳۸۲)
- حسین محجوبی، نقاش
- سیدرحیم مشیری، ریاست مؤسسه جغرافیا
- پری غفاری، خواننده و بازیگر (درگذشت ۱۳۹۲)
- منوچهر آگاه، اقتصاددان
- هوشنگ ساعدلو، اقتصاددان، محقق
- رضا شفیع، بازیگر
- سیراک ملکنیان، هنرمند نقاش (درگذشت ۱۴۰۳)

## درگذشت‌ها
- ۳۰ تیر؛ اسماعیل آقا معروف به سیمیتقو شورشی کرد، در منطقه مرزی ایران و ترکیه کشته شد.
- آذر - سیدجلال‌الدین کاشانی (معروف به مویدالاسلام) مدیر و نویسنده نشریه حبل‌المتین در دوره جنبش مشروطه ایران.
- نجف‌قلی خان بختیاری (معروف به صمصام السلطنه) از سران ایل بختیاری و دو دوره رئیس‌الوزرای ایران.